# Nick Freno
Nick Freno (Nick Freno: Licensed Teacher) è una serie televisiva statunitense in 43 episodi trasmessi per la prima volta nel corso di 2 stagioni dal 1996 al 1998.
È una sitcom americana incentrata sulle vicende dell'attore disoccupato John Freno che, in attesa della sua grande occasione, diventa un insegnante di musica in una scuola. I produttori esecutivi, Dennis Rinsler e Marc Warren si basarono sulle loro esperienze come insegnanti formativi a New York. Il personaggio di John Freno è realmente esistito: era l'insegnante di musica della stessa scuola elementare di Dennis e Marc.

## Trama
Mitch Mullany è un aspirante attore che, durante l'attesa per la sua "grande occasione", guadagna soldi come sostituto insegnante presso scuola media di Gerald R. Ford. Le trame degli episodi coinvolgono la sua interazione con i suoi studenti, più mature  quando diventa un insegnante regolare. Quando il programma è stato rinnovato, la scuola media diventa  un liceo, e Mitch può interagire anche con gli adolescenti

## Personaggi e interpreti
- Nick Freno (43 episodi, 1996-1998), interpretato da	Mitch Mullany.
- Mezz Crosby (42 episodi, 1996-1998), interpretato da	Clinton Jackson.
- Al Yaroker (41 episodi, 1996-1998), interpretato da	Charles Cyphers.
- Orlando Diaz (22 episodi, 1996-1997), interpretato da	Jonathan Hernandez.
- Elana Lewis (22 episodi, 1996-1997), interpretata da	Portia de Rossi.
- Sarah (22 episodi, 1996-1997), interpretata da	Cara DeLizia.
- Davey Marcucci (22 episodi, 1996-1997), interpretato da Kyle Gibson.
- Tyler Hale (22 episodi, 1996-1997), interpretato da	Ross Malinger.
- Kurt Fust (22 episodi, 1996-1997), interpretato da	Stuart Pankin.
- Jared (22 episodi, 1996-1997), interpretato da	Arjay Smith.
- Miles Novack (21 episodi, 1997-1998), interpretato da	Giuseppe Andrews.
- Jordan Wells (21 episodi, 1997-1998), interpretato da	Blake Heron.
- Marco Romero (21 episodi, 1997-1998), interpretato da	Andrew Levitas.
- Dottoressa Katherine Emerson (21 episodi, 1997-1998), interpretata da	Jane Sibbett.
- Sophia Del Bono (21 episodi, 1997-1998), interpretata da	Christina Vidal.
- Tasha Morrison (21 episodi, 1997-1998), interpretata da	Malinda Williams.
- Anna-Maria Del Bono (5 episodi, 1996-1997), interpretata da	Mila Kunis.
- Samantha (4 episodi, 1998), interpretata da	Donna D'Errico.
- Lloyd (2 episodi, 1996), interpretato da	Marvin J. McIntyre.
- Phil Sussman (2 episodi, 1996), interpretato da	Sid Newman.

## Produzione
La serie, ideata da Marc Warren e Dennis Rinsler, fu prodotta da Warner Bros. Television e Warren-Rinsler Productions.  Le musiche furono composte da Andrew Gross. Tra i registi della serie è accreditato Gerren Keith.

## Distribuzione
La serie fu trasmessa negli Stati Uniti dal 28 agosto 1996 al 3 maggio 1998 sulla rete televisiva The WB Television Network. In Italia è stata trasmessa dal 1998 su Canale 5 con il titolo Nick Freno.
Alcune delle uscite internazionali sono state:
- negli Stati Uniti il 28 agosto 1996 (Nick Freno: Licensed Teacher)
- in Australia (Nick Freno)
- nei Paesi Bassi (Nick Freno)
- in Italia (Nick Freno)

## Episodi
| Stagione         | Episodi | Prima TV USA |
| ---------------- | ------- | ------------ |
| Prima stagione   | 22      | 1996-1997    |
| Seconda stagione | 21      | 1997-1998    |